# Ange-Marie Gouin
Pour les articles homonymes, voir Gouin.
Ange-Marie Joseph Gouin, né le 7 décembre 1877 à Maxent (diocèse de Rennes) et mort fusillé le 21 mars 1945 à Nakhay (Laos), est un missionnaire catholique français qui fut vicaire apostolique du Laos.

## Biographie
Ange-Marie Gouin naît dans une famille aisée et très catholique. Il poursuit ses études au petit séminaire de Saint-Méen. Après ses études, il entre au séminaire des Missions étrangères de Paris, où il est ordonné prêtre le 22 juin 1902. Il reçoit ensuite sa lettre de mission pour le Laos qui est à l'époque évangélisé comme partie intégrante de la mission catholique du Siam. Il y a peu de chrétiens dans ce pays montagnard et éloigné des grands axes. Le pays Lao est partagé entre une partie siamoise sous influence britannique et une partie administrée par la République française, mais qui est alors le parent pauvre de l'Indochine française. Le pays Lao, comme terre de mission, est sous la responsabilité de Mgr Cuaz des Missions étrangères.
Le jeune Père Gouin demeure d'abord trois ans à Siengvang comme vicaire pour apprendre la langue. En 1906, il rejoint le Père Combourieuc à Thaeré, où il dessert les postes annexes. En 1922, il passe sur la rive française du Mékong pour devenir curé de Kengsadok, au sud de Paksané.
Peu après son arrivée, le 27 avril 1922, il est nommé vicaire apostolique, évêque titulaire d'Orcistus (de), succédant à Mgr Prodhomme décédé, puis il est sacré le 1er octobre 1922 à Nongseng par Mgr René-Marie-Joseph Perros (ru), assisté de NN.SS. Bouchut et Quinton.
De nature très gaie, avec un tempérament actif et une vie spirituelle profonde, il donne une forte impulsion au développement de sa mission qui passe de dix mille à vingt-deux mille chrétiens avec une augmentation du nombre des prêtres et des religieuses laotiens. Des prêtres de France viennent aussi lui prêter main-forte. Il revient deux fois en France : d'abord pour l'Assemblée générale des Missions étrangères de 1930, puis en 1938 pour un congé de santé. De retour au Laos, début 1939, la situation évolue dramatiquement après le déclenchement de la Seconde Guerre mondiale et l'année suivante avec l'occupation de la France. Les colonies sont de fait isolées de la métropole. Le royaume du Siam bouddhiste, allié de l'empire du Japon, en profite pour ouvrir les hostilités. Le gouverneur d'Indochine, isolé, est obligé de céder les territoires le long du Mékong. En conséquence le Siam ouvre une campagne de persécutions contre les chrétiens et les missionnaires, avec leur évêque, sont chassés de la rive siamoise de la mission. Mis en cage de fer avec quelques confrères, Mgr Gouin éprouve dans sa chair la ruine de sa mission avant d'être expulsé sur la rive française : la cathédrale, l'évêché, le séminaire, tous les bâtiments de la mission sont détruits, les églises sont confisquées et incendiées, et de nombreux chrétiens massacrés. De 1940 à 1943, Mgr Gouin continue son apostolat à Thakhek, dans la partie orientale de la Mission du Laos (sous administration française). Le Laos, addition de territoires et de peuples, est nominalement sous protectorat français, de fait sous administration du gouverneur d'Indochine, l'amiral Decoux, coupé de la métropole. Le pays subit les privations de la guerre et l'Indochine subit l'humiliation de la proximité japonaise. Finalement vaincu par la fatigue et la maladie, Mgr Gouin donne sa démission qui est acceptée par Rome, le 1er juillet 1943. Son successeur, Mgr Thomine (1896-1945), le charge de la procure, d'une aumônerie et du catéchisme.
Le 9 mars 1945, les Japonais, après avoir envahi le Laos, détruisent l'administration coloniale, comme dans toute l'Indochine française. Les conséquences de ce coup de force japonais seront irréversibles pour la suite de l'histoire de l'Indochine française qui court à sa perte définitive. Il s'agit d'éliminer l'influence française. Les Japonais internent tous les Français dans des camps de concentration. Mgr Gouin est arrêté avec Mgr Thomine et le Père Jean Thibaud (1890-1945), ainsi que plusieurs fonctionnaires français. Liés les uns aux autres, ils sont menés à Nakhay, à environ 80 kilomètres de Thakhek, où ils sont sauvagement fusillés par les Japonais, le 21 mars. Les corps, laissés d'abord cinq jours à découvert sont finalement inhumés sur place, puis ramenés à Takhek lorsque l'autorité française est rétablie. Des funérailles solennelles ont lieu en mai 1946. Le Laos prend son indépendance en 1953. L'influence américaine remplace l'ancien colonisateur et s'oppose à la rébellion communiste du Pathet Lao pendant les trois décennies suivantes, sur fond de guerre du Vietnam. Cela aboutit à la victoire du Pathet Lao qui met en place une politique d'athéisme et expulse les missionnaires. Le passé français est définitivement éradiqué, mais il reste en germe quelques communautés encore chrétiennes.

## Succession apostolique
Ange-Marie Gouin a ordonné les évêques suivants :
- Évêque François-Arsène-Jean-Marie-Eugène Lemasle, M.E.P. (1937)